# Busksalvia
Busksalvia, Salvia fruticosa,  är en kransblommig växtart som beskrevs av Philip Miller. Salvia fruticosa ingår i släktet salvior, och familjen kransblommiga växter. Inga underarter finns listade i Catalogue of Life.

## Bilder

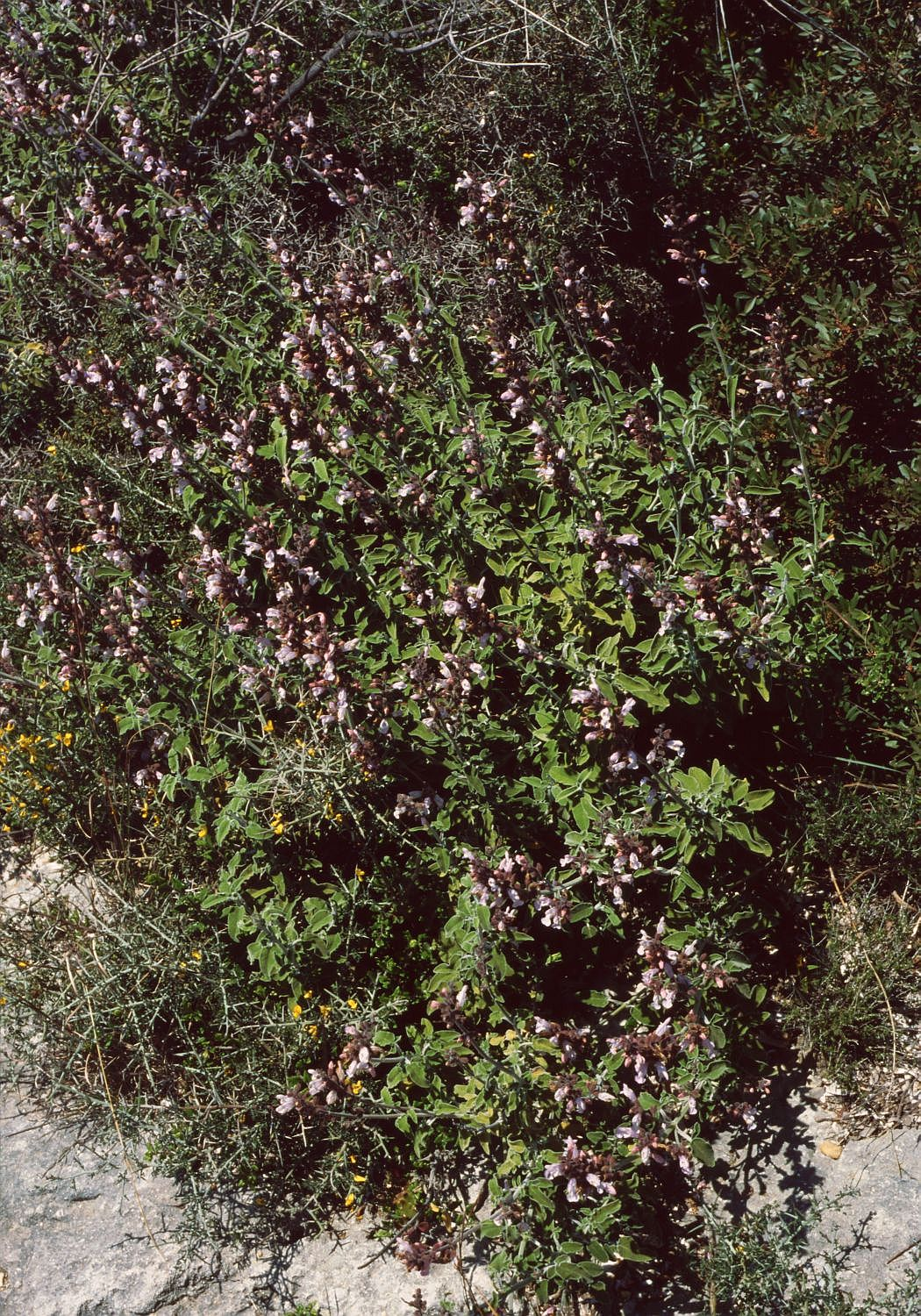
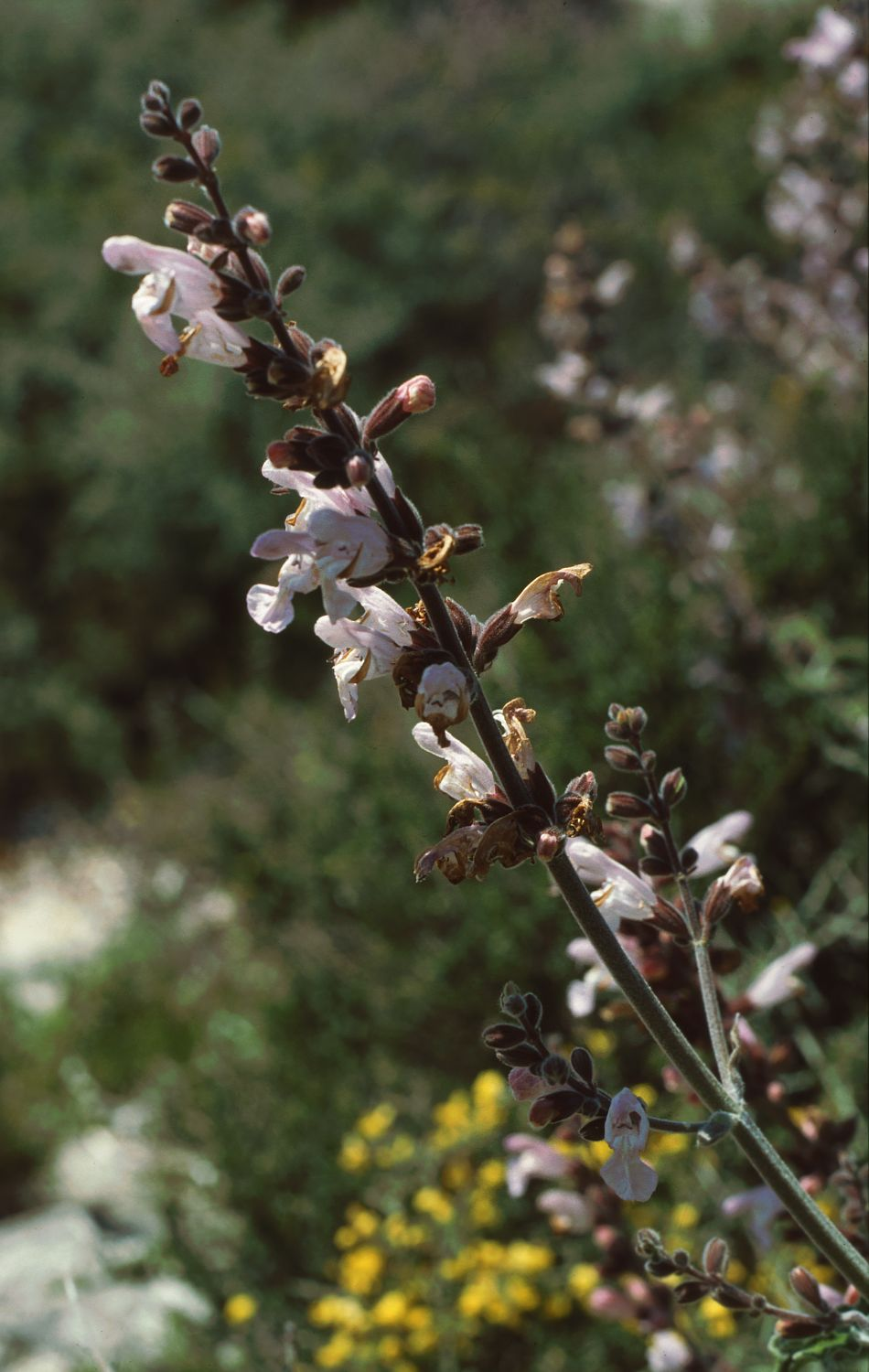
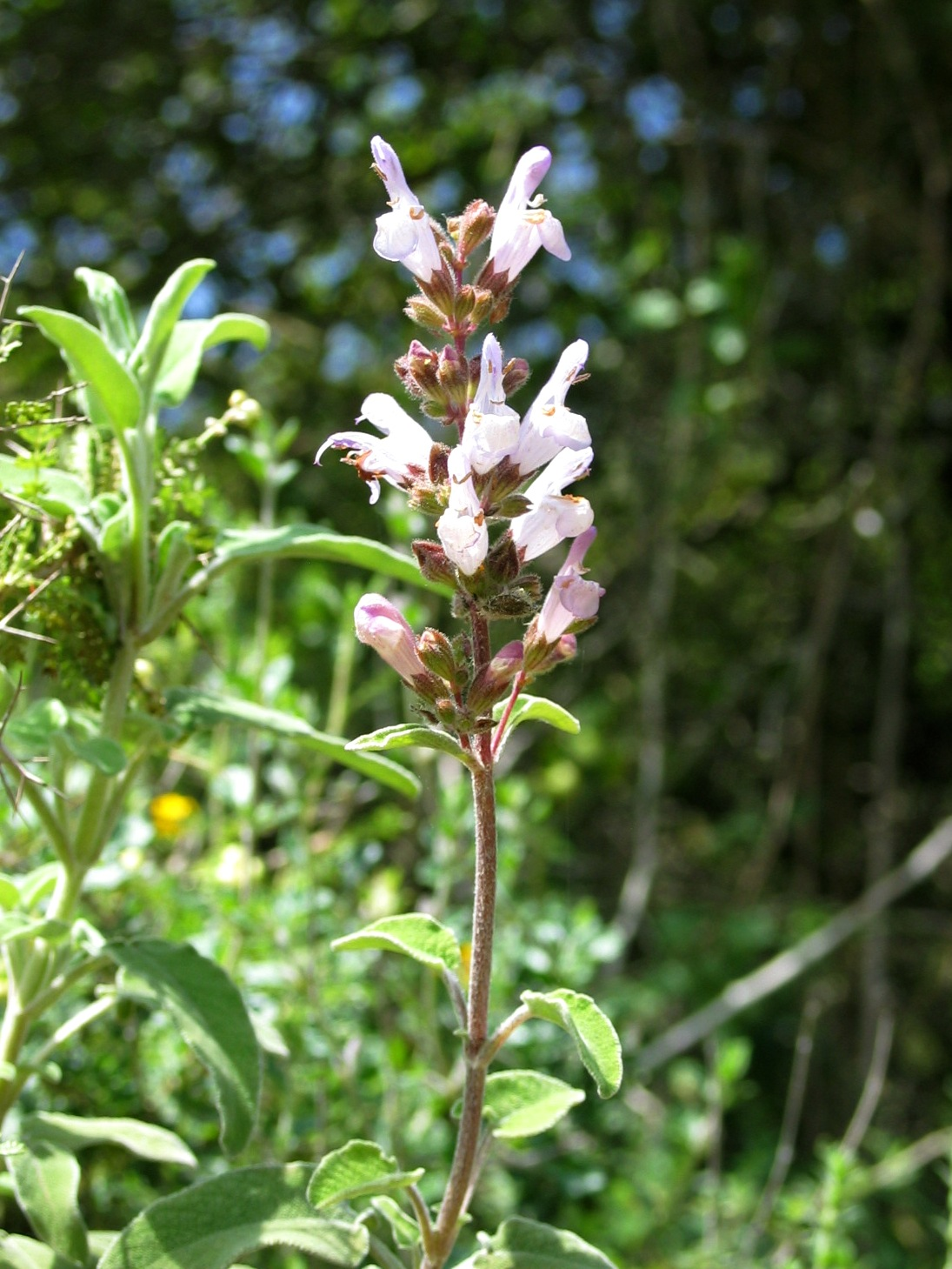
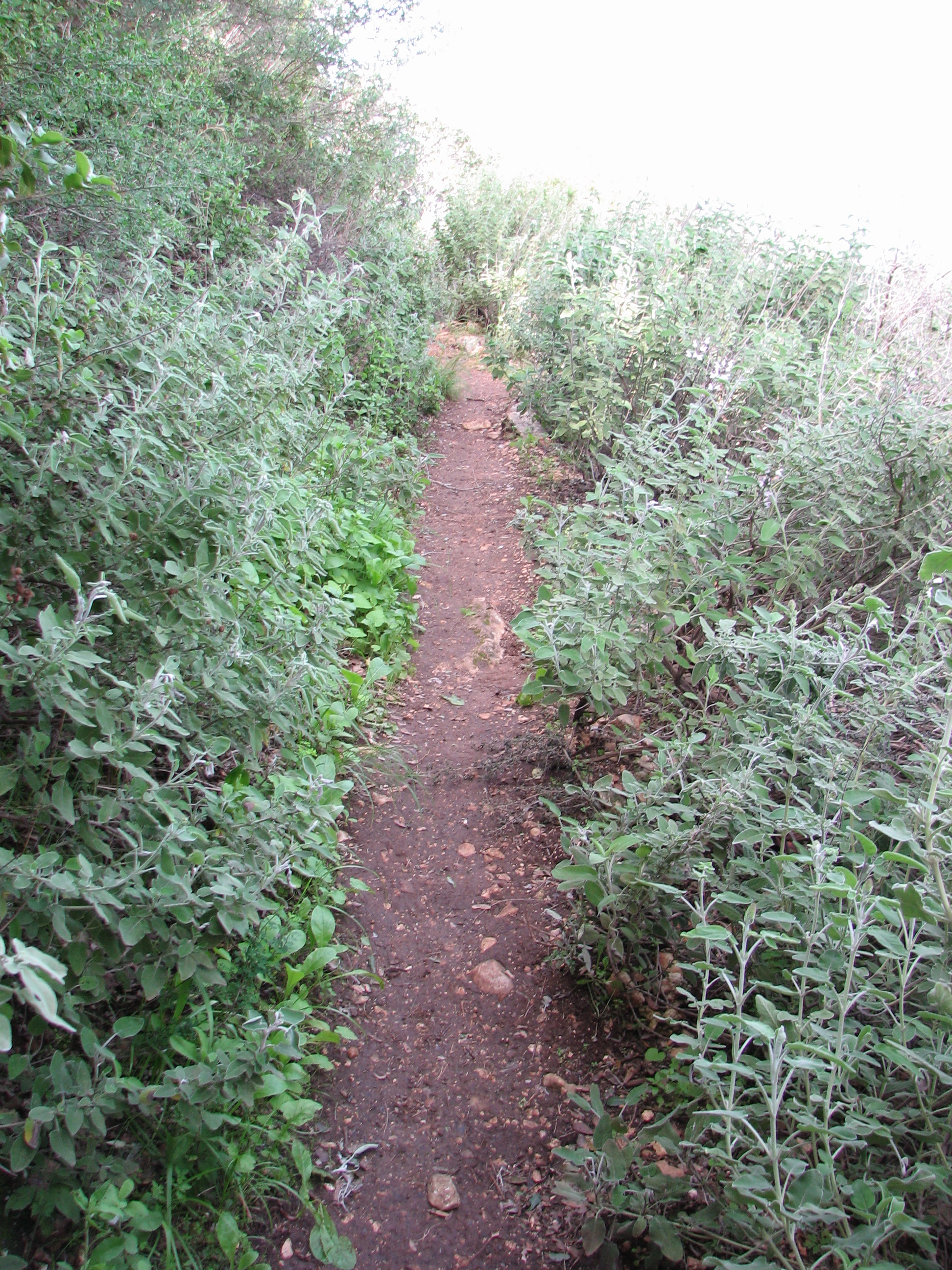
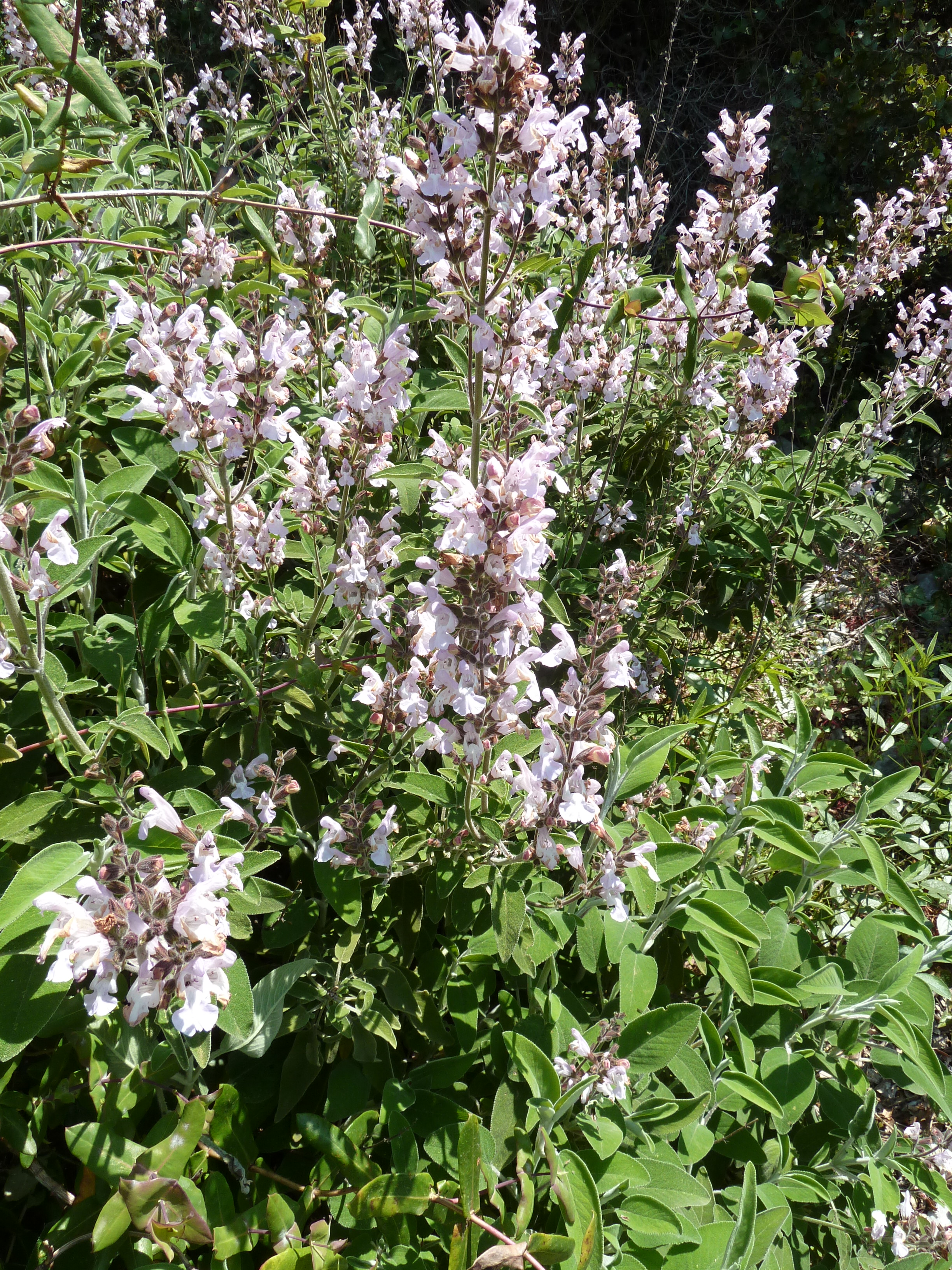